# Amphipoea auricula
Amphipoea auricula är en fjärilsart som beskrevs av Don. 1807. Amphipoea auricula ingår i släktet Amphipoea och familjen nattflyn. Inga underarter finns listade i Catalogue of Life.